# Karamoko Kéïta
Karamoko Kéïta (21 de setembro de 1974) é um futebolista malinês que atuava como goleiro.

## Carreira
Kéïta passou a maior parte de sua carreira no futebol inglês, jogando em clubes como Wembley, Harrow Borough, Northwood e Wealdstone.
Kéïta ganhou dois jogos pelo Mali entre 2001 e 2002, representando-as na Campeonato Africano das Nações de 2002. Ele também foi membro da Campeonato Africano das Nações de 2002.